# Redskin (film)
Redskin is een Amerikaanse western uit 1929 onder regie van Victor Schertzinger. Destijds werd de film in Nederland uitgebracht onder de titel Roodhuid.

## Verhaal
De jonge Navajo Wing Foot gaat studeren aan een school aan de oostkust. Daar wordt hij verliefd op Corn Blossom, die deel uitmaakt van een rivaliserende stam. Ze keren samen terug naar hun reservaten. Wing Foot maakt kennis met een blanke vrouw, die het vervolg van zijn leven ingrijpend zal veranderen.

## Rolverdeling
| Acteur          | Personage      |
| --------------- | -------------- |
| Richard Dix     | Wing Foot      |
| Julie Carter    | Corn Blossom   |
| Tully Marshall  | Navajo Jim     |
| George Regas    | Notani         |
| Noble Johnson   | Pueblo Jim     |
| Jane Novak      | Judith Stearns |
| Larry Steers    | John Walton    |
| Augustina López | Yina           |
| Bernard Siegel  | Chahi          |